# الرابطة التونسية المحترفة الأولى
الرابطة التونسية المحترفة الأولى وعرفت سابقا بإسم البطولة الوطنية التونسية بين 1956 و1994، وهي بطولة كرة القدم الأعلى مستوى في تونس، وتنظمها الجامعة التونسية لكرة القدم. والرابطة الوطنية لكرة القدم المحترفة. تاريخ المسابقة معقد نوعا ما، حيث أُقيمت النسخة الأولى في 1907 خلال فترة الحماية الفرنسية، بتنظيم اتحاد الجمعيات الفرنسية للرياضة والرياضيين، ولعبت بنظام خروج المغلوب، وأُقيمت أول مباراة رسمية في 9 يونيو 1907. في ذلك الوقت، شاركت في البطولة فرق تونسية ذات طابع وإدارات فرنسية، منها راسينغ كلوب، نادي سبورتينغ تونس، نادي إيطاليا تونس، سافوا حلق الوادي، الاتحاد الرياضي التونسي، الملعب الغولي والعديد من الفرق الأخرى.
في عام 1921، تأسست رابطة تونس لكرة القدم، وهو الفرع التونسي التابع للاتحاد الفرنسي لكرة القدم والعضو في اتحاد عصب شمال إفريقيا لكرة القدم، والذي ظل معتمدًا حتى إعلان الاستقلال عام 1956. في 29 مارس 1957، تأسست الجامعة التونسية لكرة القدم، وهو الاتحاد الرسمي المنظم لبطولات كرة القدم في تونس. أصبحت البطولة التونسية احترافية منذ موسم 1994–95 بعد تأسيس الرابطة الوطنية لكرة القدم المحترفة وأخذت المسابقة إسمها الحالي. يُعد الترجي الرياضي التونسي أكثر الأندية التونسية تتويجًا بالبطولة برصيد 34 لقبًا، كان آخرها موسم 2024–25. حقق المدرب فوزي البنزرتي البطولة عشر مرات كأكثر مدرب فوزا باللقب، بينما فاز خليل شمام بالبطولة إثنا عشر مرة كأكثر لاعب تحقيقا للقب جميعها مع الترجي.
يتأهل أصحاب المركزين الأول والثاني في الترتيب تلقائيا إلى دوري أبطال إفريقيا وصاحب المركز الثالث يتأهل تلقائيا إلى كأس الكونفيدرالية الإفريقية، بينما تقوم الجامعة التونسية لكرة القدم باختيار الأندية المتأهلة إلى كأس العرب للأندية الأبطال. احتلت الرابطة التونسية المحترفة الأولى المركز الأول عربيا وإفريقيا والخامس عشر عالميا، حسب تصنيف الاتحاد الدولي لتاريخ وإحصاءات كرة القدم لسنة 2019.

## التاريخ
ولدت كرة القدم في تونس في عام 1904 مع إنشاء غير الرسمي لنادي راسينغ كلوب، رسميا في عام 1905 لكنه اضطر إلى الانتظار لإنشاء أندية أخرى في تونس وبنزرت للمشاركة في المسابقة الرسمية. ثم تلتزم الحكومة، نظرا للنمو الكبير للرياضة في الهواء الطلق، على الاهتمام بها. يوزع بعض الدعم، على الرغم من الضعف. تم إنشاء لجنة من اتحاد الجمعيات الفرنسية الرياضة و الرياضيين، المسؤولة عن إدارة جميع الألعاب الرياضية في تونس. في عام 1910 تم تنظيم بطولة السلسلة الأولى بمشاركة راسينغ كلوب، نادي سبورتنج تونس، ومعهد بورقيبة النموذجي بتونس، من مدرسة المستعمرة الزراعة، تونس لكرة القدم النجم الاحمر من تونس، وسلسلة ثانية تتألف من الفرق الثانية لسباق ونادي سبورتنج والملعب الغولي. وحصل على لقب وطني بعد مباراة نهائية بين سباق واستاد البحرية بنزرت (الجناح بطل البحر الأبيض المتوسط) على 2-0. لكن فرق عديدة، في كثير من الأحيان سريعة الزوال، وتنافس في مباريات ودية، مثل نادي رادس، ونادي ودية تونس الرياضية، نادي أريانة والنجم الرياضي من تونس من المعهد الصادقية، إلخ.
هناك حتى عدد قليل جدا من اللاعبين التونسيين بما في ذلك بن حمادي ضيف (حارس مرمى راسينغ)، في حين أن الفريق الثاني من معهد بورقيبة النموذجي بتونس يشمل اللاعبين مع أسماء تونسيين بوزيد، عبد الوهاب، الزاوشي، الجيلاني بن رمضان، فرج، أحمد السقا ومصطفى رمضان. ولكن غير عادية جدا، جريدة لاديبيش تونيزيان نشرت في نسخة 12 يونيو 1910 قائمة اللاعبين وسيقوم فريق خيرالدين نادي يلعب ضد نادي أريانة وكلها التونسيين: عبد الرحمن (كابتن الفريق)، بابو، أيشي، الجواض، بن سماعيل، جزائري، حمودة، محمد، بشاك، طبربي وأغيري. وهذا هو أول فريق تونسي تماما ولكن هذا لم يعد يسمع بعد ذلك وقبل الفريق المذنب نادي، التي أنشئت في عام 1914 لكنها لم تنج من الحرب العالمية الأولى. فاز راسينغ كلوب بلقب البطولة في عام 1910، 1911 و1914، ثم في عام 1920 و1921 حين توج نادي فريفيل الرياضية في عام 1912 وعام 1913. وأصبحت بطولة مسؤول في خلق التمويل طويل الأجل في عام 1921 وانتمائها إلى الاتحاد الفرنسي لكرة القدم. حتى عام 1939 ، يتم منح لقب بطل بعد مباريات فاصلة بين أبطال المنطقة. يتم إنشاء الأندية الكبرى الحالية خلال هذه الفترة: الترجي الرياضي التونسي (1919)، النادي الإفريقي ونادي سكك الحديد الصفاقسي (1920) النجم الرياضي الساحلي (1925)، النادي الرياضي البنزرتي والنادي الرياضي الصفاقسي (1928). من 1946-1947، يتم إنشاء بطولة «التميز» (التقسيم الوطني) ولعب على المستوى الوطني. في 1944-1945، 1945-1946 و1952-1953، ولم يلعب في البطولة وحلت محلها معيار (البطولة على شكل مجموعات حيث المشاركة ليست إلزامية). هذه السنوات ترى إنشاء الملعب التونسي (1948).
بعد الاستقلال سنة 1956 يتم حل أبرز الفرق التابعة للفرنسيين مثل راسينغ كلوب، نادي سبورتينغ تونس، الملعب الغولي، نادي الطليعة والكثير من الفرق الأخرى. ويتم تأسيس الجامعة التونسية لكرة القدم سنة 1957 بعد تكاتف جهود القادة المحليين ويبدأ أول موسم للبطولة التونسية بعد الاستقلال 1955–56 النادي الرياضي لحمام الأنف أول المتوجين باللقب يأتي ثانيا النجم الرياضي الساحلي، ثالثا النادي الإفريقي ورابعا الترجي الرياضي التونسي، والموسم الثاني 1956–57 يتوج الملعب التونسي باللقب الأول في تاريخه ويأتي ثانيا النجم الرياضي الساحلي، ثالثا الترجي الرياضي التونسي ورابعا النادي الإفريقي. الموسم الثالث من البطولة 1957–58 تعود ولاية سوسة للتتويجات النجم الرياضي الساحلي يفوز بلقبه الثاني في تاريخه يأتي ثانيا الترجي الرياضي التونسي ثالثا الملعب التونسي ورابعا الاتحاد الرياضي التونسي. الموسم الرابع 1958–59 فريق الدم والذهب الترجي الرياضي التونسي يتوج بلقبه الثاني في تاريخه يأتي ثانيا النجم الرياضي الساحلي، ثالثا الاتحاد الرياضي التونسي ورابعا الملعب التونسي. الموسم الخامس 1959–60 لقب ثالث للمكشخة الترجي الرياضي التونسي يأتي ثانيا النادي الإفريقي، ثالثا الملعب التونسي ورابعا النادي الرياضي لحمام الأنف.
يقرر فيما بعد مسؤولو الجامعة التونسية لكرة القدم الانضمام للاتحاد الدولي لكرة القدم (الفيفا) لتصبح البطولة التونسية معترفا بها ولكي تبدأ مغامرات الأندية في المسابقات الإفريقية. ويتم أيضا بعث بطولة «كأس السوبر التونسي» سنة 1960 يتوج الملعب التونسي الملقب بالـ«بقلاوة» بلقبه الثالث والثاني بعد الاستقلال موسم 1960–61 يأتي ثانيا الترجي الرياضي التونسي، ثالثا الاتحاد الرياضي التونسي ورابعا النادي الرياضي لحمام الأنف. في موسم 1961–62 معطيات جديدة الملعب التونسي يتوج بالقب للمرة الرابعة ومع ذلك يتوج أيضا بـكأس تونس وهكذا الملعب التونسي هو أول فريق يحقق الثنائية بعد الاستقلال يأتي ثانيا نادي الملعب السوسي، ثالثا الترجي الرياضي التونسي ورابعا النادي الإفريقي وتحل الكارثة في هذا الموسم يتم حل النجم الرياضي الساحلي يوم 20 مارس 1961 من قبل الرئيس السابق الحبيب بورقيبة بسبب شغب الجماهير. الموسم الثامن 1962–63 بعد عام من حله يعود النجم الرياضي الساحلي للساحة الرياضية وليس هذا فحسب إذ يتوج أيضا بلقب البطولة وأيضا بـكأس تونس الثنائية الثانية بعد الاستقلال يأتي ثانيا الملعب التونسي، ثالثا المستقبل الرياضي بالمرسى ورابع النادي الرياضي الصفاقسي. يحل الموسم التاسع 1963–64 نادي الشعب النادي الإفريقي يتوج لأول مرة باللقب ما بعد الاستقلال يأتي ثانيا غريمه الترجي الرياضي التونسي، ثالثا النادي الرياضي الصفاقسي ورابعا الملعب التونسي. 1964–65 وهو الموسم العاشر من البطولة التونسية للمرة الرابعة بعد الاستقلال يتوج الملعب التونسي بلقب البطولة يأتي ثانيا النادي الإفريقي، ثالثا النجم الرياضي الساحلي ورابعا المستقبل الرياضي بالمرسى. الموسم الحادي عشر 1965–66 النجم الرياضي الساحلي بطلا لتونس للمرة الرابعة والثالثة بعد الاستقلال وصيف البطولة النادي الرياضي الصفاقسي، ثالثا المستقبل الرياضي بالمرسى ورابعا الملعب التونسي. الموسم الثاني عشر 1966–67 النادي الإفريقي يتوج باللقب للمرة الثانية بعد الاستقلال وصيفه النجم الرياضي الساحلي، الثالث الملعب التونسي ورابعا سكك الحديد الصفاقسي. في موسم 1967–68 معطيات جديدة إذ يتوج نادي سكك الحديد الصفاقسي باللقب للمرة الثالثة في تاريخه والأولى بعد الاستقلال بعد مواسم 1933–34 و 1952–53 ووصيف البطولة النادي الإفريقي يأتي ثالثا الملعب التونسي ورابعا النجم الرياضي الساحلي. في موسم 1968–69 البانكونارو أو يوفنتوس العرب كما يعرف النادي الرياضي الصفاقسي يحصل على اللقب للمرة الأولى في تاريخه اللقب الثاني على التوالي لـولاية صفاقس يأتي ثانيا النادي الإفريقي، وفي المركز الثالث المستقبل الرياضي بالمرسى ورابعا سكك الحديد الصفاقسي. في موسم 1969–70 تعود العاصمة للتتويجات الترجي الرياضي التونسي يتوج للمرة الرابعة في تاريخه والثالثة ما بعد الاستقلال ووصيفه غريمه التقليدي النادي الإفريقي، ويحتل المركز الثالث النجم الرياضي الساحلي ورابعا النادي الرياضي الصفاقسي.
يبدأ موسم 1970–71 يتوج النادي الرياضي الصفاقسي بلقب البطولة للمرة الثانية بعد الاستقلال يأتي ثانيا النادي الإفريقي، ثالثا النادي الأولمبي للنقل ورابعا النجم الرياضي الساحلي. في موسم 1971–72 يتوج النجم الرياضي الساحلي بلقب البطولة يأتي ثانيا النادي الإفريقي، ثالثا للمرة الثانية على التوالي النادي الأولمبي للنقل ورابعا النادي الرياضي البنزرتي. الموسم التالي 1972–73 يتوج النادي الإفريقي بلقب البطولة وصيفه النجم الرياضي الساحلي، ثالثا الترجي الرياضي التونسي ورابعا النادي الرياضي الصفاقسي. في موسم 1973–74 يتوج النادي الإفريقي باللقب وصيفه الترجي الرياضي التونسي، ثالثا النجم الرياضي الساحلي ورابعا النادي الرياضي الصفاقسي. الموسم التالي 1974–75 يتوج الترجي الرياضي التونسي باللقب يأتي ثانيا النادي الإفريقي، ثالثا النجم الرياضي الساحلي ورابعا الملعب التونسي. في موسم 1975–76 يتحصل الترجي الرياضي التونسي على البطولة الخامسة والرابعة ما بعد الاستقلال يأتي ثانيا النجم الرياضي الساحلي، ثالثا النادي الإفريقي ورابعا النادي الرياضي البنزرتي. الموسم التالي 1976–77 تتغير المعطيات فبطل هذا الموسم هو فريق الأغالبة الشبيبة الرياضية القيروانية وصيفه النادي الإفريقي، النادي الرياضي الصفاقسي ورابعا الملعب التونسي. في موسم1977–78 يتحصل النادي الرياضي الصفاقسي على لقب البطولة يحتل المركز الثاني النادي الإفريقي، يأتي ثالثا النجم الرياضي الساحلي ورابعا سكك الحديد الصفاقسي. في هذا الموسم لم تكتمل مسابقة كأس تونس 1977–78 بسبب مشاركة المنتخب التونسي في كأس العالم 1978 مما سبب ضغط في الرزنامة. الموسم التالي 1978–79 يتوج نادي الشعب النادي الإفريقي يبلقب اليطولة يأتي ثانيا الملعب التونسي، يحتل المركز الثالث النجم الرياضي الساحلي ورابعا الترجي الرياضي التونسي. في موسم 1979–80 مرة أخرى يتوج النادي الإفريقي باللقب يأتي ثانيا الترجي الرياضي التونسي، ثالثا النجم الرياضي الساحلي ورابعا الملعب التونسي.
عرفت هذه الفترة توزيع للألقاب في ما بين الأندية الأربعة الكبار، حيث تحصل الترجي الرياضي التونسي على أربع بطولات، وتحصل النجم الرياضي الساحلي على بطولتين، نفس الشيء بطولتين لصالح النادي الرياضي الصفاقسي، وبطولة وحيدة لكل من النادي الإفريقي والنادي الرياضي البنزرتي. في موسم 1980–81 توج النادي الرياضي الصفاقسي بلقبه الرابع في تاريخه فيما تحصل النادي الإفريقي على المركز الثاني وتمركز الترجي الرياضي التونسي في المرتبة الثالثة واحتل النجم الرياضي الساحلي المركز الرابع. في موسم 1981–82 توج الترجي الرياضي التونسي بلقبه السابع في تاريخه فيما تحصل النادي الإفريقي على المركز الثاني وتمركز النجم الرياضي الساحلي المرتبة الثالثة واحتل الملعب التونسي المركز الرابع. في موسم 1982–83 توج النادي الرياضي الصفاقسي بلقبه الخامس في تاريخه فيما تحصل النادي الإفريقي على المركز الثاني وتمركز الترجي الرياضي التونسي في المرتبة الثالثة واحتل الملعب التونسي المركز الرابع. في موسم 1983–84 توج النادي الرياضي البنزرتي بلقبه الرابع في تاريخه فيما تحصل الملعب التونسي على المركز الثاني وتمركز النجم الرياضي الساحلي في المرتبة الثالثة واحتل النادي الإفريقي المركز الرابع. في موسم 1984–85 توج الترجي الرياضي التونسي بلقبه الثامن في تاريخه فيما تحصل النادي الإفريقي على المركز الثاني وتمركز النادي الرياضي لحمام الأنف في المرتبة الثالثة واحتل النجم الرياضي الساحلي المركز الرابع. في موسم 1985–86 توج النجم الرياضي الساحلي بلقبه السادس في تاريخه فيما تحصل الترجي الرياضي التونسي على المركز الثاني وتمركز النادي الإفريقي في المرتبة الثالثة واحتل النادي الرياضي الصفاقسي المركز الرابع. في موسم 1986–87 توج النجم الرياضي الساحلي بلقبه السابع في تاريخه فيما تحصل النادي الإفريقي على المركز الثاني وتمركز الترجي الرياضي التونسي في المرتبة الثالثة واحتلت الشبيبة الرياضية القيروانية المركز الرابع. في موسم 1987–88 توج بلقبه الترجي الرياضي التونسي في تاريخه فيما تحصل النادي الأولمبي للنقل على المركز الثاني وتمركز النادي الإفريقي في المرتبة الثالثة واحتل الملعب التونسي المركز الرابع. في موسم 1988–89 توج الترجي الرياضي التونسي بلقبه العاشر في تاريخه فيما تحصل النادي الإفريقي على المركز الثاني وتمركز النجم الرياضي الساحلي في المرتبة الثالثة واحتل الملعب التونسي المركز الرابع. في موسم 1989–90 توج النادي الإفريقي بلقبه التاسع في تاريخه فيما تحصل الترجي الرياضي التونسي على المركز الثاني وتمركز الملعب التونسي في المرتبة الثالثة واحتل النجم الرياضي الساحلي المركز الرابع.

## نظام البطولة
حسب موسم 2024–25، يتنافس أفضل 16 فريقا داخل تونس في الرابطة التونسية المحترفة الأولى. يتأهل صاحبا المركزين الأول والثاني إلى دوري أبطال إفريقيا، بينما يتأهل صاحب المركز الثالث إلى كأس الكونفيدرالية الإفريقية، بينما أصحاب المراكز الخامس عشر والسادس عشر ينزلون تلقائيًا للرابطة الثانية.
| الفترة    | عدد فرق | نظام البطولة |
| --------- | ------- | ------------ |
| 1955–1957 | 12      | مجموعة واحدة |
| 1957–1958 | 15      | مجموعة واحدة |
| 1958–1959 | 13      | مجموعة واحدة |
| 1959–1960 | 13      | مجموعة واحدة |
| 1960–1968 | 12      | مجموعة واحدة |
| 1968–1970 | 14      | مجموعة واحدة |
| 1970–1971 | 13      | مجموعة واحدة |
| 1971–1998 | 14      | مجموعة واحدة |
| 1998–1999 | 16      | مجموعتين     |
| 2000–2004 | 12      | مجموعة واحدة |
| 2004–2011 | 14      | مجموعة واحدة |
| 2012–2013 | 16      | مجموعتين     |
| 2013–2016 | 16      | مجموعة واحدة |
| 2016–2017 | 16      | مجموعتين     |
| 2017–2021 | 14      | مجموعة واحدة |
| 2022–2024 | 16      | مجموعتين     |
| 2025–الآن | 16      | مجموعة واحدة |

## سجل البطولة

### أبطال بطولة تونس الفرنسية (1907–1921)
| رقم | الموسم  | البطل           |
| --- | ------- | --------------- |
| 1   | 1907    | راسينغ كلوب (1) |
| —   | 1907–08 | لم تلعب         |
| 2   | 1908–09 | راسينغ كلوب (2) |
| 3   | 1909–10 | راسينغ كلوب (3) |
| 4   | 1910–11 | راسينغ كلوب (4) |

| رقم | الموسم  | البطل                |
| --- | ------- | -------------------- |
| 5   | 1911–12 | سبورتينغ فيريفيل (1) |
| 6   | 1912–13 | سبورتينغ فيريفيل (2) |
| 7   | 1913–14 | راسينغ كلوب (5)      |
| —   | 1914–15 | لم تلعب              |
| —   | 1915–16 | لم تلعب              |

| رقم | الموسم  | البطل           |
| --- | ------- | --------------- |
| —   | 1916–17 | لم تلعب         |
| —   | 1917–18 | لم تلعب         |
| —   | 1918–19 | لم تلعب         |
| 8   | 1919–20 | راسينغ كلوب (6) |
| 9   | 1920–21 | راسينغ كلوب (7) |

### أبطال بطولة رابطة تونس لكرة القدم (1921–1956)
| رقم | الموسم  | البطل                       |
| --- | ------- | --------------------------- |
| 1   | 1921–22 | راسينغ كلوب (8)             |
| 2   | 1922–23 | الملعب الغولي (1)           |
| 3   | 1923–24 | الملعب الغولي (2)           |
| 4   | 1924–25 | راسينغ كلوب (9)             |
| 5   | 1925–26 | نادي سبورتينغ تونس (1)      |
| 6   | 1926–27 | الملعب الغولي (3)           |
| 7   | 1927–28 | نادي سبورتينغ تونس (2)      |
| 8   | 1928–29 | نادي الطليعة (1)            |
| 9   | 1929–30 | الاتحاد الرياضي التونسي (1) |
| 10  | 1930–31 | الاتحاد الرياضي التونسي (2) |
| 11  | 1931–32 | نادي إيطاليا تونس (1)       |
| 12  | 1932–33 | الاتحاد الرياضي التونسي (3) |

| رقم | الموسم  | البطل                        |
| --- | ------- | ---------------------------- |
| 13  | 1933–34 | نادي سكك الحديد الصفاقسي (1) |
| 14  | 1934–35 | نادي إيطاليا تونس (2)        |
| 15  | 1935–36 | نادي إيطاليا تونس (3)        |
| 16  | 1936–37 | نادي إيطاليا تونس (4)        |
| 17  | 1937–38 | سافوا حلق الوادي (1)         |
| 18  | 1938–39 | النادي الرياضي القابسي (1)   |
| —   | 1939–40 | لم تلعب                      |
| —   | 1940–41 | لم تلعب                      |
| 19  | 1941–42 | الترجي الرياضي التونسي (1)   |
| —   | 1942–43 | لم تلعب                      |
| —   | 1943–44 | لم تلعب                      |
| 20  | 1944–45 | النادي الرياضي البنزرتي (1)  |

| رقم | الموسم  | البطل                          |
| --- | ------- | ------------------------------ |
| 21  | 1945–46 | النادي الرياضي البنزرتي (2)    |
| 22  | 1946–47 | النادي الأفريقي (1)            |
| 23  | 1947–48 | النادي الأفريقي (2)            |
| 24  | 1948–49 | النادي الرياضي البنزرتي (3)    |
| 25  | 1949–50 | النجم الرياضي الساحلي (1)      |
| 26  | 1950–51 | النادي الرياضي لحمام الأنف (1) |
| —   | 1951–52 | لم تكتمل                       |
| 27  | 1952–53 | نادي سكك الحديد الصفاقسي (2)   |
| 28  | 1953–54 | النادي الرياضي لحمام الأنف (2) |
| 29  | 1954–55 | النادي الرياضي لحمام الأنف (3) |

### أبطال البطولة الوطنية التونسية والرابطة التونسية المحترفة الأولى (1956–الآن)
| - البطل فاز أيضا بكأس تونس خلال الموسم. - البطل فاز أيضا بكأس تونس ودوري أبطال إفريقيا خلال الموسم. - البطل فاز أيضا بدوري أبطال إفريقيا خلال الموسم. | - البطل فاز أيضا بكأس الكونفيدرالية الإفريقية أو بكأس الاتحاد الإفريقي خلال الموسم. - البطل فاز أيضا بكأس السوبر التونسي خلال الموسم. - البطل فاز أيضا بدوري أبطال إفريقيا وكأس السوبر التونسي خلال الموسم. |

| الموسم  | رقم الموسم | عدد الفرق | المراكز                         | المراكز                     | المراكز                    | إحصائيات البطل | إحصائيات البطل | إحصائيات البطل | إحصائيات البطل | إحصائيات البطل | إحصائيات البطل | م       |
| الموسم  | رقم الموسم | عدد الفرق | البطل                           | الوصيف                      | الثالث                     | ف              | ت              | خ              | له             | عليه           | نقاط           | م       |
| ------- | ---------- | --------- | ------------------------------- | --------------------------- | -------------------------- | -------------- | -------------- | -------------- | -------------- | -------------- | -------------- | ------- |
| 1955–56 | 01         | 12        | النادي الرياضي لحمام الأنف (1)  | النجم الرياضي الساحلي       | النادي الإفريقي            | 15             | 6              | 1              | 56             | 15             | 58             | [ 51 ]  |
| 1956–57 | 02         | 12        | الملعب التونسي (1)              | الترجي الرياضي التونسي      | الترجي الرياضي التونسي     | 16             | 4              | 2              | 54             | 24             | 58             | [ 52 ]  |
| 1957–58 | 03         | 15        | النجم الرياضي الساحلي (2)       | الترجي الرياضي التونسي      | الملعب التونسي             | 17             | 8              | 3              | 66             | 28             | 70             | [ 53 ]  |
| 1958–59 | 04         | 14        | الترجي الرياضي التونسي (2)      | النجم الرياضي الساحلي       | الاتحاد الرياضي التونسي    | 18             | 4              | 4              | 63             | 25             | 66             | [ 54 ]  |
| 1959–60 | 05         | 13        | الترجي الرياضي التونسي (3)      | الملعب التونسي              | النادي الإفريقي            | 19             | 3              | 2              | 65             | 23             | 65             | [ 55 ]  |
| 1960–61 | 06         | 12        | الملعب التونسي                  | الترجي الرياضي التونسي      | الاتحاد الرياضي التونسي    | 16             | 2              | 2              | 42             | 17             | 54             | [ 56 ]  |
| 1961–62 | 07         | 12        | الملعب التونسي (3)              | الملعب السوسي               | الترجي الرياضي التونسي     | 16             | 4              | 2              | 39             | 10             | 58             | [ 57 ]  |
| 1962–63 | 08         | 12        | النجم الرياضي الساحلي (3)       | الملعب التونسي              | المستقبل الرياضي بالمرسى   | 14             | 8              | 0              | 35             | 13             | 58             | [ 58 ]  |
| 1963–64 | 09         | 12        | النادي الإفريقي (3)             | الترجي الرياضي التونسي      | النادي الرياضي الصفاقسي    | 11             | 9              | 2              | 34             | 10             | 53             | [ 59 ]  |
| 1964–65 | 10         | 12        | الملعب التونسي (4)              | النادي الإفريقي             | النجم الرياضي الساحلي      | 14             | 6              | 2              | 41             | 16             | 65             | [ 60 ]  |
| 1965–66 | 11         | 12        | النجم الرياضي الساحلي (4)       | النادي الرياضي الصفاقسي     | المستقبل الرياضي بالمرسى   | 15             | 6              | 1              | 53             | 19             | 58             | [ 61 ]  |
| 1966–67 | 12         | 12        | النادي الإفريقي (4)             | النجم الرياضي الساحلي       | الملعب التونسي             | 15             | 6              | 1              | 38             | 10             | 58             | [ 62 ]  |
| 1967–68 | 13         | 12        | نادي سكك الحديد الصفاقسي (3)    | النادي الإفريقي             | الملعب التونسي             | 13             | 6              | 3              | 29             | 11             | 54             | [ 63 ]  |
| 1968–69 | 14         | 14        | النادي الرياضي الصفاقسي (1)     | النادي الإفريقي             | المستقبل الرياضي بالمرسى   | 17             | 5              | 4              | 45             | 20             | 65             | [ 64 ]  |
| 1969–70 | 15         | 14        | الترجي الرياضي التونسي (4)      | النادي الإفريقي             | النجم الرياضي الساحلي      | 14             | 9              | 3              | 31             | 13             | 63             | [ 65 ]  |
| 1970–71 | 16         | 14        | النادي الرياضي الصفاقسي (2)     | النادي الإفريقي             | النادي الأولمبي للنقل      | 15             | 9              | 2              | 38             | 16             | 65             | [ 66 ]  |
| 1971–72 | 17         | 14        | النجم الرياضي الساحلي (5)       | النادي الإفريقي             | النادي الأولمبي للنقل      | 15             | 9              | 2              | 37             | 14             | 65             | [ 67 ]  |
| 1972–73 | 18         | 14        | النادي الإفريقي (5)             | النجم الرياضي الساحلي       | الترجي الرياضي التونسي     | 15             | 9              | 2              | 37             | 15             | 65             | [ 68 ]  |
| 1973–74 | 19         | 14        | النادي الإفريقي (6)             | الترجي الرياضي التونسي      | النجم الرياضي الساحلي      | 16             | 5              | 5              | 40             | 18             | 63             | [ 69 ]  |
| 1974–75 | 20         | 14        | الترجي الرياضي التونسي (5)      | النادي الإفريقي             | النجم الرياضي الساحلي      | 16             | 6              | 4              | 44             | 18             | 64             | [ 70 ]  |
| 1975–76 | 21         | 14        | الترجي الرياضي التونسي (6)      | النجم الرياضي الساحلي       | النادي الإفريقي            | 14             | 8              | 4              | 36             | 20             | 62             | [ 71 ]  |
| 1976–77 | 22         | 14        | الشبيبة الرياضية القيروانية (1) | النادي الإفريقي             | النادي الرياضي الصفاقسي    | 14             | 7              | 5              | 40             | 27             | 61             | [ 72 ]  |
| 1977–78 | 23         | 14        | النادي الرياضي الصفاقسي (3)     | النادي الإفريقي             | النجم الرياضي الساحلي      | 17             | 7              | 2              | 41             | 12             | 67             | [ 73 ]  |
| 1978–79 | 24         | 14        | النادي الإفريقي (7)             | الملعب التونسي              | النجم الرياضي الساحلي      | 15             | 8              | 3              | 28             | 12             | 64             | [ 74 ]  |
| 1979–80 | 25         | 14        | النادي الإفريقي (8)             | الترجي الرياضي التونسي      | النجم الرياضي الساحلي      | 15             | 9              | 2              | 37             | 7              | 65             | [ 75 ]  |
| 1980–81 | 26         | 14        | النادي الرياضي الصفاقسي (4)     | النادي الإفريقي             | الترجي الرياضي التونسي     | 16             | 7              | 3              | 33             | 19             | 65             | [ 76 ]  |
| 1981–82 | 27         | 14        | الترجي الرياضي التونسي (7)      | النادي الإفريقي             | النجم الرياضي الساحلي      | 14             | 10             | 2              | 42             | 12             | 64             | [ 77 ]  |
| 1982–83 | 28         | 14        | النادي الرياضي الصفاقسي (5)     | النادي الإفريقي             | الترجي الرياضي التونسي     | 15             | 8              | 3              | 33             | 10             | 64             | [ 78 ]  |
| 1983–84 | 29         | 14        | النادي الرياضي البنزرتي (4)     | الملعب التونسي              | النجم الرياضي الساحلي      | 14             | 8              | 4              | 36             | 12             | 62             | [ 79 ]  |
| 1984–85 | 30         | 14        | الترجي الرياضي التونسي (8)      | النادي الإفريقي             | النادي الرياضي لحمام الأنف | 15             | 8              | 3              | 32             | 15             | 64             | [ 80 ]  |
| 1985–86 | 31         | 14        | النجم الرياضي الساحلي (6)       | الترجي الرياضي التونسي      | النادي الإفريقي            | 12             | 13             | 1              | 31             | 18             | 63             | [ 81 ]  |
| 1986–87 | 32         | 14        | النجم الرياضي الساحلي (7)       | النادي الإفريقي             | الترجي الرياضي التونسي     | 16             | 5              | 5              | 42             | 19             | 79             | [ 82 ]  |
| 1987–88 | 33         | 14        | الترجي الرياضي التونسي (9)      | النادي الأولمبي للنقل       | النادي الإفريقي            | 15             | 10             | 1              | 48             | 13             | 81             | [ 83 ]  |
| 1988–89 | 34         | 14        | الترجي الرياضي التونسي (10)     | النادي الإفريقي             | النجم الرياضي الساحلي      | 15             | 5              | 3              | 46             | 19             | 85             | [ 84 ]  |
| 1989–90 | 35         | 14        | النادي الإفريقي (9)             | الترجي الرياضي التونسي      | الملعب التونسي             | 17             | 6              | 3              | 42             | 12             | 83             | [ 85 ]  |
| 1990–91 | 36         | 14        | الترجي الرياضي التونسي (11)     | النادي الإفريقي             | النجم الرياضي الساحلي      | 16             | 8              | 2              | 31             | 13             | 82             | [ 86 ]  |
| 1991–92 | 37         | 14        | النادي الإفريقي (10)            | النادي الرياضي البنزرتي     | الترجي الرياضي التونسي     | 18             | 4              | 4              | 50             | 14             | 84             | [ 87 ]  |
| 1992–93 | 38         | 14        | الترجي الرياضي التونسي (12)     | الشبيبة الرياضية القيروانية | النادي الرياضي البنزرتي    | 18             | 7              | 1              | 43             | 15             | 43             | [ 88 ]  |
| 1993–94 | 39         | 14        | الترجي الرياضي التونسي (13)     | النجم الرياضي الساحلي       | النادي الإفريقي            | 19             | 5              | 2              | 52             | 12             | 43             | [ 89 ]  |
| 1994–95 | 40         | 14        | النادي الرياضي الصفاقسي (6)     | الترجي الرياضي التونسي      | النجم الرياضي الساحلي      | 17             | 4              | 5              | 40             | 16             | 38             | [ 90 ]  |
| 1995–96 | 41         | 14        | النادي الإفريقي (11)            | النجم الرياضي الساحلي       | الترجي الرياضي التونسي     | 19             | 6              | 1              | 49             | 7              | 63             | [ 91 ]  |
| 1996–97 | 42         | 14        | النجم الرياضي الساحلي (8)       | الترجي الرياضي التونسي      | النادي الرياضي الصفاقسي    | 20             | 4              | 2              | 45             | 16             | 64             | [ 92 ]  |
| 1997–98 | 43         | 14        | الترجي الرياضي التونسي (14)     | النادي الإفريقي             | النجم الرياضي الساحلي      | 22             | 3              | 1              | 63             | 10             | 69             | [ 93 ]  |
| 1998–99 | 44         | 16        | الترجي الرياضي التونسي (15)     | النادي الرياضي البنزرتي     | النادي الرياضي الصفاقسي    | 14             | 9              | 0              | 60             | 20             | 68             | [ 94 ]  |
| 1999–00 | 45         | 12        | الترجي الرياضي التونسي (16)     | النجم الرياضي الساحلي       | النادي الرياضي الصفاقسي    | 19             | 3              | 0              | 53             | 7              | 60             | [ 95 ]  |
| 2000–01 | 46         | 12        | الترجي الرياضي التونسي (17)     | النجم الرياضي الساحلي       | النادي الإفريقي            | 18             | 3              | 1              | 38             | 8              | 57             | [ 96 ]  |
| 2001–02 | 47         | 12        | الترجي الرياضي التونسي (18)     | النجم الرياضي الساحلي       | النادي الإفريقي            | 13             | 7              | 2              | 40             | 19             | 46             | [ 97 ]  |
| 2002–03 | 48         | 12        | الترجي الرياضي التونسي (19)     | النجم الرياضي الساحلي       | النادي الإفريقي            | 18             | 3              | 1              | 47             | 17             | 57             | [ 98 ]  |
| 2003–04 | 49         | 12        | الترجي الرياضي التونسي (20)     | النجم الرياضي الساحلي       | النادي الإفريقي            | 17             | 2              | 3              | 38             | 13             | 53             | [ 99 ]  |
| 2004–05 | 50         | 14        | النادي الرياضي الصفاقسي (7)     | النجم الرياضي الساحلي       | النادي الإفريقي            | 17             | 7              | 2              | 44             | 12             | 58             | [ 100 ] |
| 2005–06 | 51         | 14        | الترجي الرياضي التونسي (21)     | النجم الرياضي الساحلي       | النادي الإفريقي            | 17             | 5              | 4              | 42             | 21             | 56             | [ 101 ] |
| 2006–07 | 52         | 14        | النجم الرياضي الساحلي (9)       | النادي الإفريقي             | الترجي الرياضي التونسي     | 15             | 8              | 3              | 43             | 18             | 54             | [ 102 ] |
| 2007–08 | 53         | 14        | النادي الإفريقي (12)            | النجم الرياضي الساحلي       | الترجي الرياضي التونسي     | 19             | 6              | 1              | 37             | 12             | 63             | [ 103 ] |
| 2008–09 | 54         | 14        | الترجي الرياضي التونسي (22)     | النادي الإفريقي             | النجم الرياضي الساحلي      | 18             | 6              | 2              | 50             | 21             | 60             | [ 104 ] |
| 2009–10 | 55         | 14        | الترجي الرياضي التونسي (23)     | النادي الإفريقي             | النجم الرياضي الساحلي      | 16             | 6              | 4              | 56             | 24             | 54             | [ 105 ] |
| 2010–11 | 56         | 14        | الترجي الرياضي التونسي (24)     | النجم الرياضي الساحلي       | النادي الرياضي الصفاقسي    | 20             | 4              | 2              | 50             | 18             | 64             | [ 106 ] |
| 2011–12 | 57         | 16        | الترجي الرياضي التونسي (25)     | النادي الرياضي البنزرتي     | النادي الرياضي الصفاقسي    | 22             | 3              | 5              | 61             | 22             | 69             | [ 107 ] |
| 2012–13 | 58         | 16        | النادي الرياضي الصفاقسي (8)     | الترجي الرياضي التونسي      | النجم الرياضي الساحلي      | 12             | 5              | 3              | 31             | 16             | 41             | [ 108 ] |
| 2013–14 | 59         | 16        | الترجي الرياضي التونسي (26)     | النادي الرياضي الصفاقسي     | النجم الرياضي الساحلي      | 19             | 9              | 2              | 48             | 15             | 66             | [ 109 ] |
| 2014–15 | 60         | 14        | النادي الإفريقي (13)            | النجم الرياضي الساحلي       | الترجي الرياضي التونسي     | 20             | 5              | 5              | 50             | 18             | 65             | [ 110 ] |
| 2015–16 | 61         | 14        | النجم الرياضي الساحلي (10)      | الترجي الرياضي التونسي      | النادي الرياضي الصفاقسي    | 24             | 5              | 1              | 57             | 17             | 77             | [ 111 ] |
| 2016–17 | 62         | 16        | الترجي الرياضي التونسي (27)     | النجم الرياضي الساحلي       | النادي الإفريقي            | 16             | 7              | 1              | 37             | 8              | 55             | [ 112 ] |
| 2017–18 | 63         | 14        | الترجي الرياضي التونسي (28)     | النادي الإفريقي             | النجم الرياضي الساحلي      | 17             | 7              | 2              | 46             | 19             | 58             | [ 113 ] |
| 2018–19 | 64         | 14        | الترجي الرياضي التونسي (29)     | النجم الرياضي الساحلي       | النادي الرياضي الصفاقسي    | 17             | 5              | 4              | 37             | 15             | 56             | [ 114 ] |
| 2019–20 | 65         | 14        | الترجي الرياضي التونسي (30)     | النادي الرياضي الصفاقسي     | الاتحاد الرياضي المنستيري  | 14             | 2              | 0              | 32             | 7              | 44             | [ 115 ] |
| 2020–21 | 66         | 14        | الترجي الرياضي التونسي (31)     | النجم الرياضي الساحلي       | الاتحاد الرياضي ببنقردان   | 19             | 3              | 4              | 37             | 16             | 60             | [ 116 ] |
| 2021–22 | 67         | 16        | الترجي الرياضي التونسي (32)     | الاتحاد الرياضي المنستيري   | النادي الرياضي الصفاقسي    | 14             | 6              | 4              | 36             | 14             | 48             | [ 117 ] |
| 2022–23 | 68         | 16        | النجم الرياضي الساحلي (11)      | الترجي الرياضي التونسي      | النادي الإفريقي            | 18             | 6              | 4              | 42             | 14             | 60             | [ 118 ] |
| 2023–24 | 69         | 14        | الترجي الرياضي التونسي (33)     | الاتحاد الرياضي المنستيري   | النادي الرياضي الصفاقسي    | 16             | 5              | 1              | 33             | 12             | 53             | [ 119 ] |
| 2024–25 | 70         | 16        | الترجي الرياضي التونسي (34)     | الاتحاد الرياضي المنستيري   | النجم الرياضي الساحلي      | 19             | 9              | 2              | 57             | 22             | 66             | [ 120 ] |

## السجل الذهبي

### حسب النادي
| المرتبة | الفريق                      | البطل | سنوات البطولة |
| ------- | --------------------------- | ----- | --- |
| 1       | الترجي الرياضي التونسي      | 34    | 1941–42، 1958–59، 1959–60، 1969–70، 1974–75، 1975–76، 1981–82، 1984–85، 1987–88، 1988–89، 1990–91، 1992–93، 1993–94، 1997–98، 1998–99، 1999–00، 2000–01، 2001–02، 2002–03، 2003–04، 2005–06، 2008–09، 2009–10، 2010–11، 2011–12، 2013–14، 2016–17، 2017–18، 2018–19، 2019–20، 2020–21، 2021–22، 2023–24، 2024–25 |
| 2       | النادي الإفريقي             | 13    | 1946–47، 1947–48، 1963–64، 1966–67، 1972–73، 1973–74، 1978–79، 1979–80، 1989–90، 1991–92، 1995–96، 2007–08، 2014–15 |
| 3       | النجم الرياضي الساحلي       | 11    | 1949–50، 1957–58، 1962–63، 1965–66، 1971–72، 1985–86، 1986–87، 1996–97، 2006–07، 2015–16، 2022–23 |
| 4       | راسينغ كلوب                 | 9     | 1907، 1908–09، 1909–10، 1910–11، 1913–14، 1919–20، 1920–21، 1921–22، 1924–25 |
| 5       | النادي الرياضي الصفاقسي     | 8     | 1968–69، 1970–71، 1977–78، 1980–81، 1982–83، 1994–95، 2004–05، 2012–13 |
| 6       | النادي الرياضي لحمام الأنف  | 4     | 1950–51، 1953–54، 1954–55، 1955–56 |
| –       | الملعب التونسي              | 4     | 1956–57، 1960–61، 1961–62، 1964–65 |
| –       | النادي الرياضي البنزرتي     | 4     | 1944–45، 1945–46، 1948–49، 1983–84 |
| –       | نادي إيطاليا تونس           | 4     | 1931–32، 1934–35، 1935–36، 1936–37 |
| 10      | نادي سكك الحديد الصفاقسي    | 3     | 1933–34، 1952–53، 1967–68 |
| –       | الاتحاد الرياضي التونسي     | 3     | 1929–30، 1930–31، 1932–33 |
| –       | الملعب الغولي               | 3     | 1922–23، 1923–24، 1926–27 |
| 13      | سبورتينغ فيريفيل            | 2     | 1911–12، 1912–13 |
| –       | نادي سبورتينغ تونس          | 2     | 1925–26، 1927–28 |
| 15      | الشبيبة الرياضية القيروانية | 1     | 1976–77 |
| –       | سافوا حلق الوادي            | 1     | 1937–38 |
| –       | النادي الرياضي القابسي      | 1     | 1938–39 |
| –       | نادي الطليعة                | 1     | 1928–29 |

- أي أن النادي لم يعد له وجود.

- : ترمز كل نجمة ذهبية إلى فوز الفريق لعشرة ألقاب في بطولة تونس، تمنحها الجامعة التونسية لكرة القدم.

### حسب الولاية
| المرتبة | الولاية        | عدد البطولات | النوادي (عدد البطولات) |
| ------- | -------------- | ------------ | --- |
| 1       | ولاية تونس     | 74           | الترجي الرياضي التونسي (34) النادي الإفريقي (13) راسينغ كلوب (9) الملعب التونسي (4) نادي إيطاليا تونس (4) الاتحاد الرياضي التونسي (3) الملعب الغولي (3) نادي سبورتينغ تونس (2) سافوا حلق الوادي (1) نادي الطليعة (1) |
| 2       | ولاية صفاقس    | 11           | النادي الرياضي الصفاقسي (8) نادي سكك الحديد الصفاقسي (3) |
| –       | ولاية سوسة     | 11           | النجم الرياضي الساحلي (11) |
| 4       | ولاية بنزرت    | 6            | النادي الرياضي البنزرتي (4) سبورتينغ فيريفيل (2) |
| 5       | ولاية بن عروس  | 4            | النادي الرياضي لحمام الأنف (4) |
| 6       | ولاية القيروان | 1            | الشبيبة الرياضية القيروانية (1) |
| –       | ولاية قابس     | 1            | النادي الرياضي القابسي (1) |

- أي أن النادي لم يعد له وجود.

### حسب المدربين
فاز فوزي البنزرتي بالبطولة في تسع مناسبات قياسية، حيث توج مع الترجي الرياضي التونسي، النجم الرياضي الساحلي والنادي الإفريقي يليه يوسف الزواوي حيث توج باللقب في خمس مناسبات.
| المدرب         | عدد الألقاب | الأندية                                | سنوات الألقاب                                                                            |
| -------------- | ----------- | -------------------------------------- | ---------------------------------------------------------------------------------------- |
| فوزي البنزرتي  | 10          | الترجي، النجم الساحلي، النادي الإفريقي | 1986–87، 1989–90، 1993–94، 2002–03، 2006–07، 2008–09، 2009–10، 2015–16، 2016–17، 2022–23 |
| يوسف الزواوي   | 5           | النادي البنزرتي، الترجي                | 1983–84، 1997–98، 1998–99، 1999–00، 2000–01                                              |
| حبيب دراوة     | 3           | الملعب التونسي، الترجي                 | 1956–57، 1959–60، 1960–61                                                                |
| حميد الذهيب    | 3           | الترجي                                 | 1974–75، 1975–76، 1981–82                                                                |
| معين الشعباني  | 3           | الترجي                                 | 2018–19، 2019–20، 2020–21                                                                |
| نبيل معلول     | 3           | الترجي                                 | 2010–11، 2011–12، 2021–22                                                                |
| ميشال ديكاستيل | 2           | الترجي، النادي الصفاقسي                | 2001–02، 2004–05                                                                         |
| رود كرول       | 2           | النادي الصفاقسي، الترجي                | 2012–13، 2013–14                                                                         |
| خالد بن يحيى   | 2           | الترجي                                 | 2005–06، 2017–18                                                                         |

### حسب اللاعبين
| للاعب             | الألقاب | النادي                | سنوات |
| ----------------- | ------- | --------------------- | --- |
| خليل شمام         | 12      | الترجي                | 2005–06، 2008–09، 2009–10، 2010–11، 2011–12، 2013–14، 2016–17، 2017–18، 2018–19، 2019–20، 2020–21، 2021–22 |
| معز بن شريفية     | 11      | الترجي                | 2009–10، 2010–11، 2011–12، 2013–14، 2016–17، 2017–18، 2018–19، 2019–20، 2020–21، 2021–22، 2023–24          |
| شكري الواعر       | 9       | الترجي                | 1988–89، 1990–91، 1992–93، 1993–94، 1997–98، 1998–99، 1999–00، 2000–01، 2001–02                            |
| طارق ثابت         | 9       | الترجي                | 1992–93، 1993–94، 1997–98، 1998–99، 1999–00، 2000–01، 2001–02، 2002–03، 2003–04                            |
| سامح الدربالي     | 9       | الترجي                | 2008–09، 2010–11، 2011–12، 2013–14، 2017–18، 2018–19، 2019–20، 2020–21، 2021–22                            |
| طه ياسين الخنيسي  | 9       | الصفاقسي، الترجي      | 2009–10، 2012–13، 2010–11، 2011–12، 2016–17، 2017–18، 2018–19، 2019–20، 2020–21                            |
| نبيل معلول        | 8       | الترجي، الإفريقي      | 1981–82، 1984–85، 1987–88، 1988–89، 1990–91، 1992–93، 1993–94، 1995–96                                     |
| خالد بدرة         | 8       | الترجي                | 1997–98، 1998–99، 1999–00، 1999–00، 2001–02، 2003–04، 2005–06، 2008–09                                     |
| خالد بن يحيى      | 7       | الترجي                | 1981–82، 1984–85، 1987–88، 1988–89، 1990–91، 1992–93، 1993–94                                              |
| معين الشعباني     | 6       | الترجي                | 1999–00، 2000–01، 2001–02، 2002–03، 2003–04، 2005–06                                                       |
| علي الزيتوني      | 6       | الترجي                | 1998–99، 1999–00، 2000–01، 2001–02، 2002–03، 2003–04                                                       |
| سراج الدين الشيحي | 6       | الترجي                | 1992–93، 1993–94، 1997–98، 1998–99، 1999–00، 2000–01                                                       |
| توفيق الهيشري     | 6       | الترجي                | 1984–85، 1987–88، 1988–89، 1990–91، 1997–98، 1998–99                                                       |
| راضي الجعايدي     | 6       | الترجي                | 1997–98، 1998–99، 1999–00، 2000–01، 2001–02، 2002–03                                                       |
| طارق ذياب         | 6       | الترجي                | 1974–75، 1975–76، 1981–82، 1984–85، 1987–88، 1988–89                                                       |
| فوسيني كوليبالي   | 6       | الترجي                | 2016–17، 2017–18، 2018–19، 2019–20، 2020–21، 2021–22                                                       |
| غيلان الشعلالي    | 6       | الترجي                | 2016–17، 2017–18، 2018–19، 2020–21، 2021–22، 2023–24                                                       |
| شمس الدين الذوادي | 5       | الترجي                | 2013–14، 2016–17، 2017–18، 2018–19، 2019–20                                                                |
| وليد عزيز         | 5       | الترجي                | 1998–99، 1999–00، 2000–01، 2001–02، 2002–03                                                                |
| زياد البحايري     | 5       | الترجي                | 2000–01، 2001–02، 2002–03، 2003–04، 2005–06                                                                |
| الصادق ساسي       | 5       | الإفريقي              | 1963–64، 1966–67، 1972–73، 1973–74، 1978–79                                                                |
| مجدي تراوي        | 5       | النجم الساحلي، الترجي | 2006–07، 2009–10، 2010–11، 2011–12، 2013–14                                                                |
| وسيم نوارة        | 5       | الترجي                | 2008–09، 2009–10، 2010–11، 2011–12، 2013–14                                                                |
| محمد بن منصور     | 5       | الترجي                | 2008–09، 2009–10، 2010–11، 2011–12، 2013–14                                                                |
| حسين ربيع         | 5       | الترجي                | 2016–17، 2017–18، 2018–19، 2019–20، 2020–21                                                                |
| محمد علي بن رمضان | 5       | الترجي                | 2017–18، 2018–19، 2019–20، 2020–21، 2021–22                                                                |
| أنيس البدري       | 5       | الترجي                | 2016–17، 2017–18، 2018–19، 2020–21، 2021–22                                                                |

## الهدافون

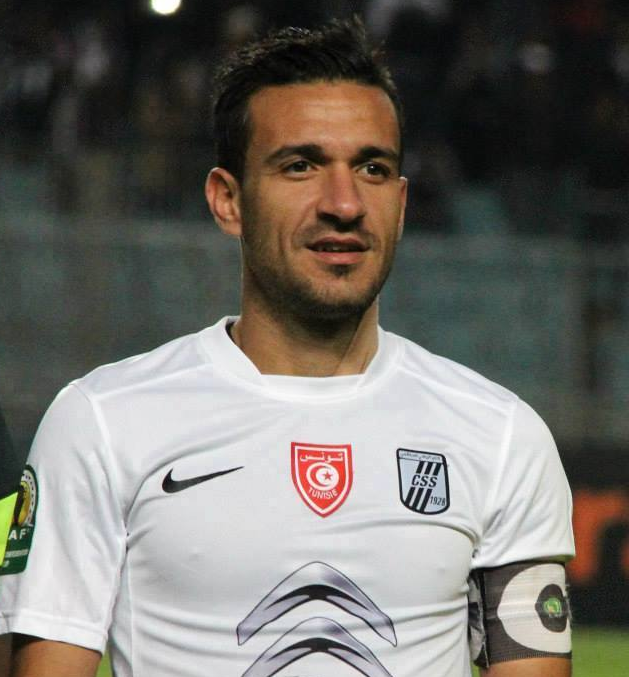
علي معلول هداف موسم 2015–16 برصيد 16 هدف مع النادي الرياضي الصفاقسي.

يعد هداف الرابطة التونسية المحترفة الأولى هو أكثر لاعب تسجيلا للأهدف في الموسم الرياضي الواحد من بطولة الرابطة التونسية المحترفة الأولى و يعد الترجي الرياضي التونسي أكثر النوادي صاحب عدد كبير من الهدافين برصيد 61 موسم. و يعد الزامبي كنيت ماليتولي أول هداف أجنبي في البطولة التونسية وكان ذلك في موسم 1992–93 من البطولة ولكن جاء ذلك بالتشارك مع التونسي عبد القادر بلحسن و في الموسم التالي أصبح رسميا كنيت ماليتولي الهداف الأجنبي الأول. في أعقاب استقلال تونس، تدعم صحيفة لو بيتي ماتين (بالفرنسية: Le petit Matin) إنشاء ترتيب هداف البطولة التونسية لكرة القدم. وتتولى صحيفة الأمل في عام 1961، ثم جريدة العمل التونسية الذي يضفى الطابع الرسمي على تصنيف وجوائز السعر من عام 1967، جنبا إلى جنب مع الأسبوعية لي الرياضة. ثم، مع تطور وسائل الإعلام وتغطية البطولة، وهذا الترتيب يصبح أكثر شهرة. وتقرر الجامعة التونسية لكرة القدم منحه جائزة في نفس اليوم الذي يقام فيه كأس البطولة. ومع ذلك، فإن السلوك المضاد للرياضة للفائز يوسف المساكني سنة 2012، فيما يتعلق بالحكم والخصم خلال مباراة البطولة الأخيرة، يقود المسؤولين إلى تأجيله. يعد لاعب سكك الحديد الصفاقسي عز الدين شقرون الهداف التاريخي لبطولة الرابطة التونسية المحترفة الأولى برصيد 116 هدف. لاعب النادي الإفريقي الهادي البياري هو أكثر من تحصل على لقب الهداف لثلاث مواسم.
| المرتبة | اللاعب               | الأهداف | الأندية                                                                |
| ------- | -------------------- | ------- | ---------------------------------------------------------------------- |
| 1       | عز الدين شقرون       | 116     | سكك الحديد الصفاقسي                                                    |
| 2       | الهادي البياري       | 110     | النادي الإفريقي                                                        |
| 3       | طارق ذياب            | 107     | الترجي الرياضي التونسي                                                 |
| 4       | الحبيب موقو          | 99      | النجم الرياضي الساحلي                                                  |
| 5       | محمد صالح الجديدي    | 98      | النادي الإفريقي                                                        |
| 6       | عادل السليمي         | 90      | النادي الإفريقي                                                        |
| 7       | عبد القادر بلحسن     | 89      | النادي الأولمبي للنقل، الترجي الرياضي التونسي، النادي الرياضي البنزرتي |
| 8       | عبد المجيد التلمساني | 88      | الترجي الرياضي التونسي                                                 |
| 9       | عبد الحميد الهرقال   | 85      | الملعب التونسي                                                         |
| 10      | نبيل بالشاوش         | 82      | الأولمبي الباجي، الملعب التونسي، النادي الرياضي الصفاقسي               |
| 11      | منصف الخزيني         | 81      | النادي الإفريقي                                                        |
| –       | سامي التواتي         | 81      | النادي الإفريقي، الملعب التونسي                                        |
| 13      | المنجي دلهوم         | 80      | النادي الرياضي الصفاقسي                                                |
| –       | رؤوف بن عزيزة        | 79      | النجم الرياضي الساحلي، النادي الرياضي لحمام الأنف                      |
| 15      | فوزي الرويسي         | 78      | النادي الإفريقي                                                        |
| –       | نور الدين ديوا       | 78      | الملعب التونسي، الترجي الرياضي التونسي                                 |
| –       | عبد السلام شمام      | 78      | المستقبل الرياضي بالمرسى                                               |
| 18      | محمد علي عقيد        | 77      | النادي الرياضي الصفاقسي                                                |
| 19      | حمادي العقربي        | 75      | النادي الرياضي الصفاقسي                                                |
| 20      | محي الدين حبيطة      | 75      | النادي الأولمبي للنقل                                                  |
| 21      | سعد كرموس            | 74      | النادي الرياضي لحمام الأنف، الاتحاد الرياضي التونسي                    |
| 22      | منصف شريف            | 71      | الملعب التونسي                                                         |
| –       | منصف عوادة           | 71      | الشبيبة الرياضية القيروانية                                            |
| 24      | جمال ليمام           | 70      | الملعب التونسي، النادي الإفريقي                                        |

1. ↑  سجل 44 هدف لصالح النادي  الأولمبي النقل، 33 هدف لصالح النادي الرياضي البنزرتي و12 هدف لصالح الترجي الرياضي التونسي.
2. ↑  سجل 71 هدف لصالح الأولمبي الباجي، 8 أهداف لصالح الملعب التونسي و3 أهداف لصالح النادي الرياضي الصفاقسي.
3. ↑  سجل 80 هدف لصالح النادي الإفريقي وهدف وحيد لصالح الملعب التونسي.
4. ↑  سجل 70 هدف لصالح النجم الرياضي الساحلي و9 أهداف لصالح النادي الرياضي لحمام الأنف.
5. ↑  سجل 75 هدف لصالح الملعب التونسي و3 أهداف لصالح الترجي الرياضي التونسي.
6. ↑  سجل 72 هدف لصالح النادي الرياضي لحمام الأنف وهدفان لصالح الاتحاد الرياضي التونسي.
7. ↑  سجل 49 هدف لصالح الملعب التونسي و21 هدف لصالح النادي الإفريقي.

## الموسم الحالي
يشارك في المسابقة أفضل 12 فريقًا من الرابطة التونسية المحترفة الأولى 2024–25، إلى جانب أفضل فريقين من الرابطة التونسية المحترفة الثانية 2024–25، بالإضافة إلى الفائزين بالمباراتين الفاصلتين.
| الفريق                      | الموقع             | الملعب                  | السعة  |
| --------------------------- | ------------------ | ----------------------- | ------ |
| المستقبل الرياضي بقابس      | قابس               | الملعب الأولمبي بقابس   | 15،000 |
| المستقبل الرياضي بسليمان    | سليمان             | الملعب البلدي بسليمان   | 3،000  |
| المستقبل الرياضي بالمرسى    | تونس (المرسى)      | ملعب عبد العزيز الشتيوي | 6،500  |
| النادي الإفريقي             | تونس (باب الجديد)  | الملعب الأولمبي برادس   | 65،000 |
| النادي الرياضي البنزرتي     | بنزرت              | ملعب 15 أكتوبر          | 20،000 |
| النادي الرياضي الصفاقسي     | صفاقس              | ملعب الطيب المهيري      | 12،600 |
| النجم الرياضي بالمتلوي      | المتلوي            | الملعب البلدي بالمتلوي  | 4،000  |
| النجم الرياضي الساحلي       | سوسة               | الملعب الأولمبي بسوسة   | 40،000 |
| الترجي الرياضي التونسي      | تونس (باب السويقة) | الملعب الأولمبي برادس   | 65،000 |
| الترجي الرياضي الجرجيسي     | جرجيس              | ملعب عبد السلام كازوز   | 10،000 |
| الشبيبة الرياضية القيروانية | القيروان           | ملعب حمدة العواني       | 25،000 |
| الشبيبة الرياضية بالعمران   | تونس (العمران)     | ملعب الشاذلي زويتن      | 18،000 |
| الأولمبي الباجي             | باجة               | الملعب الأولمبي بباجة   | 15،000 |
| الملعب التونسي              | تونس (باردو)       | ملعب الهادي النيفر      | 11،000 |
| الاتحاد الرياضي ببنقردان    | بنقردان            | ملعب 7 مارس             | 10،000 |
| الاتحاد الرياضي المنستيري   | المنستير           | ملعب مصطفى بن جنات      | 20،000 |

## التريب العام للفرق
يجمع هذا الترتيب جميع نقاط وأهداف كل فريق لعب في الرابطة التونسية المحترفة الأولى لكرة القدم منذ موسم 1955–56 حتى موسم 2019–20.
| - الرابطة التونسية المحترفة الأولى. - الرابطة التونسية المحترفة الثانية. - الرابطة التونسية الثالثة. | - الرابطة التونسية الرابعة. - فرق مستبعدة. - فرق منحلة. |

| مرتبة | النادي                            | مواسم | النقاط | لعب | فاز | تعادل | خسر  |
| ----- | --------------------------------- | ----- | ------ | --- | --- | ----- | ---- |
| 1     | الترجي الرياضي التونسي            | 64    | 1630   | 926 | 449 | 255   | 3227 |
| 2     | النجم الرياضي الساحلي             | 63    | 1590   | 831 | 454 | 305   | 2947 |
| 3     | النادي الإفريقي                   | 65    | 1636   | 805 | 515 | 316   | 2924 |
| 4     | النادي الرياضي الصفاقسي           | 65    | 1636   | 681 | 524 | 431   | 2567 |
| 5     | الملعب التونسي                    | 64    | 1606   | 601 | 493 | 512   | 2293 |
| 6     | النادي الرياضي البنزرتي           | 63    | 1586   | 590 | 512 | 538   | 2109 |
| 7     | النادي الرياضي لحمام الأنف        | 57    | 1462   | 437 | 445 | 590   | 1756 |
| 8     | المستقبل الرياضي بالمرسى          | 53    | 1362   | 434 | 431 | 497   | 1733 |
| 9     | الاتحاد الرياضي المنستيري         | 45    | 1130   | 294 | 402 | 434   | 1284 |
| 10    | الشبيبة الرياضية القيروانية       | 34    | 1014   | 310 | 310 | 394   | 1249 |
| 11    | نادي سكك الحديد الصفاقسي          | 34    | 854    | 257 | 287 | 310   | 1058 |
| 12    | النادي الأولمبي للنقل             | 28    | 708    | 205 | 226 | 277   | 841  |
| 13    | الأولمبي الباجي                   | 29    | 690    | 190 | 216 | 284   | 792  |
| 14    | الترجي الرياضي الجرجيسي           | 22    | 560    | 136 | 180 | 244   | 588  |
| 15    | الملعب القابسي                    | 15    | 384    | 90  | 111 | 183   | 378  |
| 16    | القوافل الرياضية بقفصة            | 12    | 316    | 82  | 104 | 130   | 350  |
| 17    | نادي المحيط القرقني               | 13    | 338    | 73  | 113 | 152   | 332  |
| 18    | أولمبيك الكاف                     | 13    | 327    | 72  | 91  | 164   | 307  |
| 19    | الملعب السوسي                     | 12    | 282    | 74  | 80  | 128   | 302  |
| 20    | الاتحاد الرياضي التونسي           | 10    | 236    | 75  | 69  | 92    | 294  |
| 21    | مكارم المهدية                     | 9     | 222    | 48  | 75  | 99    | 219  |
| 22    | نادي سكك الحديد التونسي           | 9     | 228    | 47  | 71  | 110   | 212  |
| 23    | المستقبل الرياضي بقابس            | 9     | 218    | 45  | 60  | 113   | 195  |
| 24    | المستقبل الرياضي بالقصرين         | 7     | 186    | 46  | 49  | 91    | 187  |
| 25    | النجم الرياضي بالمتلوي            | 5     | 130    | 45  | 34  | 53    | 169  |
| 26    | الاتحاد الرياضي ببنقردان          | 5     | 130    | 39  | 39  | 54    | 156  |
| 27    | الاتحاد الرياضي المغاربي          | 7     | 172    | 37  | 44  | 91    | 155  |
| 28    | الملعب الرياضي الصفاقسي           | 7     | 182    | 33  | 48  | 101   | 147  |
| 29    | الأمل الرياضي بحمام سوسة          | 5     | 148    | 31  | 51  | 66    | 144  |
| 30    | الملعب الأفريقي بمنزل بورقيبة     | 5     | 124    | 35  | 22  | 67    | 127  |
| 31    | الشباب الرياضي المطوي             | 4     | 100    | 26  | 36  | 38    | 114  |
| 32    | الملعب الشعبي                     | 4     | 98     | 26  | 29  | 43    | 107  |
| 33    | النجم الرياضي ببني خلاد           | 5     | 132    | 21  | 34  | 77    | 97   |
| 34    | النادي الأولمبي بمدنين            | 4     | 76     | 20  | 26  | 60    | 84   |
| 35    | الاتحاد الرياضي بتطاوين           | 4     | 80     | 17  | 32  | 31    | 83   |
| 36    | النجم الأولمبي لحلق الوادي والكرم | 3     | 78     | 17  | 28  | 33    | 79   |
| 37    | الأهلي الماطري                    | 4     | 88     | 19  | 15  | 54    | 72   |
| 38    | جندوبة الرياضية                   | 3     | 78     | 14  | 30  | 34    | 72   |
| 39    | النادي الوطني لكرة القدم ببنزرت   | 3     | 72     | 14  | 14  | 44    | 56   |
| 40    | الجمعية الرياضية بجربة            | 3     | 74     | 14  | 12  | 48    | 54   |
| 41    | أولمبيك سيدي بوزيد                | 2     | 58     | 14  | 6   | 38    | 48   |
| 42    | المستقبل الرياضي بوادي الليل      | 2     | 52     | 12  | 11  | 29    | 47   |
| 43    | جمعية مقرين الرياضية              | 2     | 52     | 9   | 16  | 27    | 43   |
| 44    | قرمبالية الرياضية                 | 2     | 56     | 8   | 14  | 34    | 38   |
| 45    | الهلال الرياضي الشابي             | 2     | 26     | 7   | 9   | 10    | 30   |
| 46    | الجريدة الرياضية بتوزر            | 1     | 30     | 6   | 11  | 13    | 29   |
| 47    | المستقبل الرياضي بسليمان          | 2     | 26     | 8   | 4   | 14    | 28   |
| 48    | النادي الوطني بسوسة               | 2     | 48     | 4   | 11  | 33    | 23   |
| 49    | النادي الرياضي بمنزل بوزلفة       | 1     | 26     | 3   | 13  | 10    | 22   |
| 50    | نادي شركة صنع السيارات بسوسة      | 1     | 26     | 5   | 7   | 14    | 22   |
| 51    | الجمعية الرياضية بأريانة          | 1     | 26     | 5   | 6   | 15    | 21   |
| 52    | النادي الرياضي بقربة              | 1     | 26     | 3   | 6   | 17    | 15   |
| 53    | نادي كرة القدم بالجريصة           | 1     | 24     | 3   | 5   | 16    | 14   |
| 54    | المستقبل الرياضي برجيش            | 1     | 0      | 0   | 0   | 0     | 0    |

1. ↑  عرف سابقا بإسم النادي التونسي.
2. ↑  عرف سابقا بإسم المستقبل الرياضي الإسلامي.
3. ↑  عرف سابقا بإسم أولمبيك تونس.
4. ↑  عرف سابقا بإسم الاتحاد الرياضي لبحرية فريفيل.

### مقارنة آداء المواسم الأخيرة
| النادي / الموسم | 2009–10 | 2010–11 | 2011–12 | 2012–13 | 2013–14 | 2014–15 | 2015–16 | 2016–17 | 2017–18 | 2018–19 | 2019–20 | 2020–21 | 2021–22 | 2022–23 | 2023–24 | 2024–25 |
| --- | ------- | ------- | ------- | ------- | ------- | ------- | ------- | ------- | ------- | ------- | ------- | ------- | ------- | ------- | ------- | ------- |
| الترجي الرياضي التونسي | 1       | 1       | 1       | 2       | 1       | 3       | 2       | 1       | 1       | 1       | 1       | 1       | 1       | 2       | 1       | 1       |
| النجم الرياضي الساحلي | 3       | 2       | 4       | 3       | 3       | 2       | 1       | 2       | 3       | 2       | 4       | 2       | 5       | 1       | 5       | 3       |
| النادي الرياضي الصفاقسي | 6       | 3       | 3       | 1       | 2       | 4       | 3       | 4       | 4       | 3       | 2       | 5       | 3       | 6       | 3       | 7       |
| النادي الإفريقي | 2       | 4       | 6       | 4       | 4       | 1       | 6       | 3       | 2       | 5       | 5       | 7       | 4       | 3       | 6       | 4       |
| الاتحاد الرياضي المنستيري |         |         | 7       | 5       | 10      | 14      |         |         | 6       | 7       | 3       | 10      | 2       | 4       | 2       | 2       |
| بطل الموسم. تأهل لدوري أبطال إفريقيا تأهل لكأس الكونفيدرالية الإفريقية. هبط إلى الرابطة التونسية المحترفة الثانية. ينشط في الرابطة التونسية المحترفة الثانية. |         |         |         |         |         |         |         |         |         |         |         |         |         |         |         |         |

## رمز البطولة

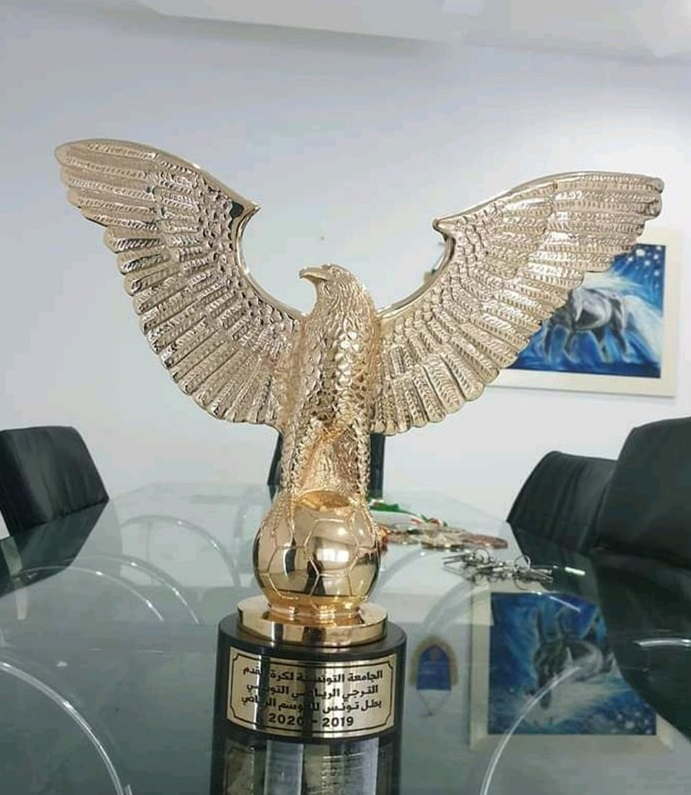
رمز البطولة الحالي أعتمد منذ موسم 2019–20.

حسب لوائح المسابقة تقوم الجامعة التونسية لكرة القدم باعتماد رمز بطولة (كأس البطولة) جديد كلما فاز أحد الأندية باللقب ثلاث مواسم متتالية. في تاريخ المسابقة تم إعتماد خمس كؤوس منذ الاستقلال. الرمز الأول كان على شكل أسد يتمطط على جذع شجرة إتخذ منذ موسم 1957–58 وهو أول موسم تحت تنظيم الجامعة التونسية لكرة القدم وكان أول فريق يرفعه هو النجم الرياضي الساحلي وفاز به العديد من الفرقعلى غرار الترجي الرياضي التونسي، الملعب التونسي، النجم الرياضي الساحلي، النادي الإفريقي، نادي سكك الحديد الصفاقسي، النادي الرياضي الصفاقسي والشبيبة الرياضية القيروانية وظل معتمدا عليه حتى موسم 1999–2000 بعد ما فاز الترجي الرياضي التونسي بالبطولة لثلاث مواسم متتالية. الرمز الثاني وهو كأس على شكل نسر مفتوح الجناحين يقف على كرة قدم تم تركيزه على قاعدة رخامية خضراء اللون وقد تم استيراده من إيطاليا، الملفت في الأمر أن الترجي الرياضي التونسي هو الفريق الوحيد الذي رفع هذا الكأس واحتفظ به مبكرا وذلك بعد ما فاز بالبطولة لثلاث مواسم متتالية مرة أخرى. الرمز الثالث هو أيضا على شكل نسر مغلق الجناحين مركز على قاعدة خشبية وقد تم استيراده من إيطاليا اتخذ منذ موسم 2003–04 ورفعه الترجي الرياضي التونسي لأول مرة وفازت به فرق أخرى على غرار النجم الرياضي الساحلي، النادي الرياضي الصفاقسي والنادي الإفريقي، احتفظ به الترجي الرياضي التونسي بعد ما فاز بالبطولة لثلاث مواسم متتالية مرة أخرى. الرمز الرابع هو عبارة على عامود حديدي في أعلاه كرة قدم برونزية ومقبضين حديديين وقد تم استيراده من فرنسا اتخذ منذ موسم 2011–12 ورفعه الترجي الرياضي التونسي لأول مرة وفازت به فرق أخرى على غرار النجم الرياضي الساحلي، النادي الرياضي الصفاقسي والنادي الإفريقي، احتفظ به الترجي الرياضي التونسي بعد ما فاز بالبطولة لثلاث مواسم متتالية مرة أخرى. الرمز الخامس اتخذ منذ موسم 2019–20 هو شكل نسر ذو جناحين ممتدين وتميز هذا الرمز بكونه من تصميم تونسي وصنع تونسي، ويبلغ وزنه 17 كلغ وسمكه 14 صم، أما طوله فيبلغ 50 صم وعرضه 88 صم والرمز مصنوع من البرنز ومغلف بالذهب (18قيراط). يذكر أن الفريق الذي يفوز بنفس الرمز لثلاث مرات متتالية يحتفظ به مدى الحياة ويتم اعتماد رمز جديد.

## البث التلفزي
في 31 يوليو 2015، أعلنت الجامعة التونسية لكرة القدم عن بيع حقوق البث التلفزيوني للبطولة إلى إنتاج بي1 لمدة ثلاثة مواسم، بدءا من موسم 2015–16. ويحصل هذا الأخير على حقوق حصرية على دول الخليج والمغرب العربي، مع الحفاظ على حقوق الكأس الرياضية لموسم 2015–16 ودون التشكيك في حقوق القنوات الوطنية وقناة حنبعل التلفزيونية. تبث أيضا مباريات البطولة وكأس تونس. لا يشير الاتحاد في بيانه الصحفي إلى قيمة الصفقة، مشيرا إلى أن الشركة بي1 للإنتاج قدمت أفضل عرض مالي. الجامعة والختم الوطني للتلفزيون في 6 أكتوبر 2016 اتفاق على حقوق التلفزيون لمدة ثلاثة مواسم. ووفقاً لهذه الاتفاقية التي تبلغ قيمتها 13 مليون دينار أو 4.5 مليون في كل موسم، يمكن للتلفزيون الوطني بث أربع مباريات مباشرة كل يوم من البطولة. وتتعلق هذه الاتفاقية بالمواسم 2016–17، 2017–18 و2018–19 وتجعل من التلفزيون الوطني البث الحصري في تونس من مباريات دوري الدرجة الأولى والتلفزيون الوحيد الذي يحق له تصوير جميع مباريات اليوم السادس.
| الدولة | الجهة الناقلة        | اللغة   |
| ------ | -------------------- | ------- |
| تونس   | الوطنية 1            | العربية |
| تونس   | الوطنية 2            | العربية |
| تونس   | ديوان سبورت          | العربية |
| قطر    | قنواة الكأس الرياضية | العربية |

## مشاركات الأندية التونسية في المسابقات الدولية

### أفضل نتائج الأندية التونسية في المسابقات العالمية والإفريقية
| النادي                      | دوري أبطال إفريقيا                  | كأس الكونفيدرالية الإفريقية | كأس السوبر الإفريقي         | كأس الاتحاد الإفريقي | كأس الكؤوس الإفريقية  | الكأس الأفروآسيوية للأندية | كأس العالم للأندية       |
| --------------------------- | ----------------------------------- | --------------------------- | --------------------------- | -------------------- | --------------------- | -------------------------- | ------------------------ |
| النجم الرياضي الساحلي       | البطل 2007                          | البطل (2) 2006، 2015        | البطل (2) 1998، 2008        | البطل (2) 1995، 1999 | البطل (2) 1997، 2003  | —                          | المركز الرابع 2007       |
| الترجي الرياضي التونسي      | البطل (4) 1994، 2011، 2018، 2018–19 | دور المجموعات 2015          | البطل 1995                  | البطل 1997           | البطل 1998            | البطل 1995                 | المركز الخامس 2018، 2019 |
| النادي الرياضي الصفاقسي     | الوصيف 2006                         | البطل (3) 2007، 2008، 2013  | الوصيف (3) 2008، 2009، 2014 | البطل 1998           | —                     | —                          | —                        |
| النادي الإفريقي             | البطل 1991                          | الوصيف 2011                 | —                           | النصف النهائي 2003   | الوصيف (2) 1990، 1999 | البطل 1992                 | —                        |
| النادي الرياضي البنزرتي     | —                                   | النصف النهائي 2013          | —                           | 1992                 | البطل 1988            | —                          | —                        |
| النادي الرياضي لحمام الأنف  | —                                   | —                           | —                           | —                    | النصف النهائي 1986    | —                          | —                        |
| الأولمبي الباجي             | —                                   | الدور الأول 2011، 2023–24   | —                           | —                    | الربع النهائي 1994    | —                          | —                        |
| المستقبل الرياضي بالمرسى    | —                                   | دور المجموعات 2005          | —                           | —                    | الربع النهائي 1995    | —                          | —                        |
| الملعب التونسي              | —                                   | الدور الثاني 2004           | —                           | —                    | الربع النهائي 1993    | —                          | —                        |
| الشبيبة الرياضية القيروانية | —                                   | الدور الثاني 2005           | —                           | الربع النهائي 1994   | —                     | —                          | —                        |
| الملعب القابسي              | —                                   | الدور الثالث 2016           | —                           | —                    | —                     | —                          | —                        |
| الترجي الرياضي الجرجيسي     | —                                   | الدور الأول 2006            | —                           | —                    | —                     | —                          | —                        |
| الاتحاد الرياضي ببنقردان    | —                                   | الدور الثاني 2021–22        | —                           | —                    | —                     | —                          | —                        |
| الاتحاد الرياضي المنستيري   | —                                   | الربع النهائي 2022–23       | —                           | —                    | —                     | —                          | —                        |
| مجموع البطولات              | 6                                   | 5                           | 3                           | 4                    | 4                     | 2                          | 0                        |

### أفضل نتائج الأندية التونسية في المسابقات العربية
| النادي                    | كأس العرب للأندية الأبطال        | البطولة العربية للأندية الفائزة بالكؤوس | كأس السوبر العربي  |
| ------------------------- | -------------------------------- | --------------------------------------- | ------------------ |
| الترجي الرياضي التونسي    | البطل (3) 1993، 2008–09، 2016–17 | —                                       | البطل 1996         |
| النادي الرياضي الصفاقسي   | البطل (2) 2000، 2003–04          | —                                       | المركز الرابع 2001 |
| النادي الإفريقي           | البطل 1997                       | البطل 1995                              | الوصيف 1998        |
| الملعب التونسي            | المركز الرابع 2002               | البطل (2) 1989، 2001                    | —                  |
| النجم الرياضي الساحلي     | البطل 2018–19                    | وصيف 1995                               | —                  |
| النادي الرياضي البنزرتي   | النصف النهائي 1994               | —                                       | —                  |
| المستقبل الرياضي بالمرسى  | —                                | النصف النهائي (2) 1992، 1994            | —                  |
| الأولمبي الباجي           | دور المجموعات 1999               | —                                       | —                  |
| الاتحاد الرياضي المنستيري | الربع النهائي 2008–09            | —                                       | —                  |
| مجموع البطولات            | 7                                | 3                                       | 1                  |

## أنظر أيضا
- الرابطة الوطنية لكرة القدم المحترفة
- كأس تونس
- كأس السوبر التونسي

## روابط خارجية
- الرابطة التونسية المحترفة الأولى على موقع مؤسسة إحصاءات وثيقة لرياضة كرة القدم.